# کورتیس اس‌بی۲سی هل‌دایور
کورتیس اس‌بی۲سی هل‌دایور (به انگلیسی: Curtiss SB2C Helldiver) به معنی «شیرجه‌روندهٔ دوزخ» یک بمب‌افکن شیرجه‌ای ساخت ایالات متحده آمریکا در خلال جنگ جهانی دوم بود.

## کاربران
استرالیا
- نیروی هوایی سلطنتی استرالیا

 فرانسه
- نیروی دریایی فرانسه Aviation Navale

 یونان
- نیروی هوایی یونان

 ایتالیا

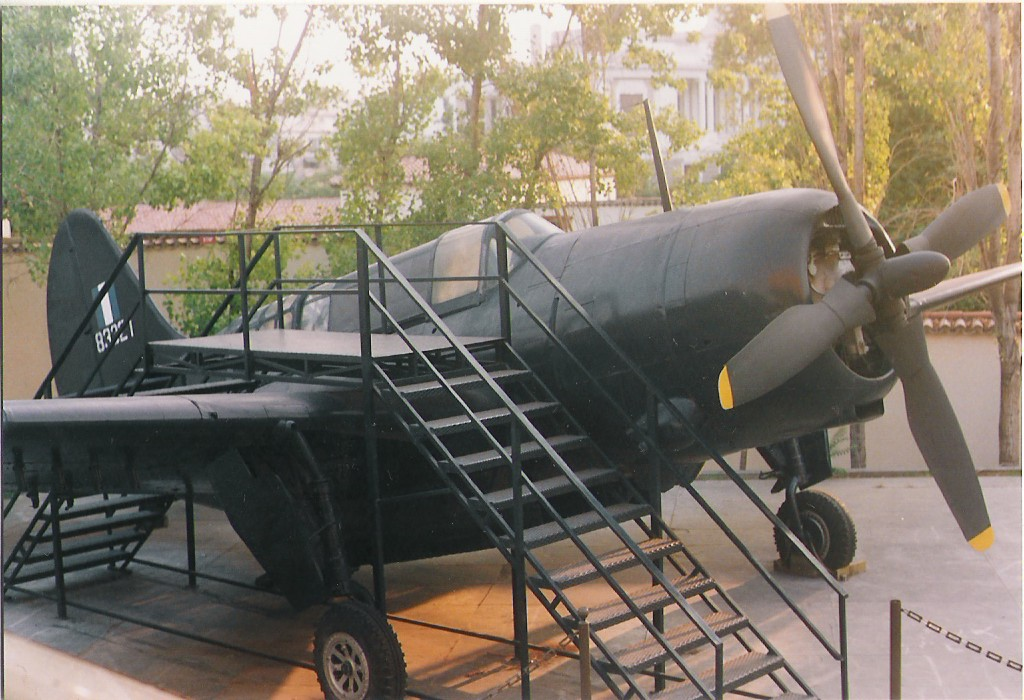
A preserved Greek SB2C-5.

- نیروی هوایی ایتالیا operated 42 aircraft from 1950 until 1959[۲]

 پرتغال
- نیروی دریایی پرتغال (until 1952)
- نیروی هوایی پرتغال (after 1952)

 تایلند
- نیروی هوایی پادشاهی تایلند[۳]
- Royal Thai Navy[۳]

 بریتانیا

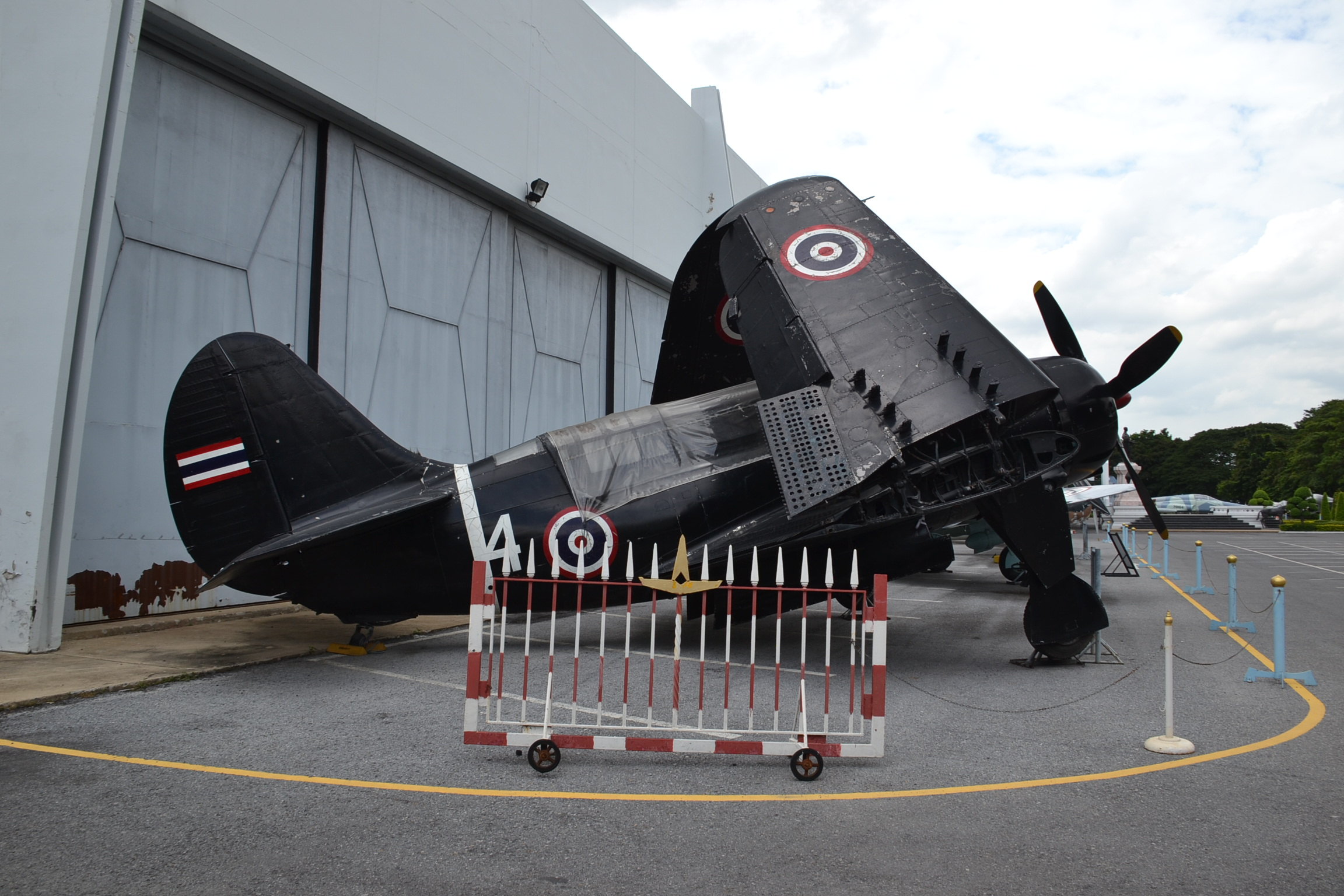
Curtiss SB2C-5 Helldiver at the Royal Thai Air Force Museum.

- نیروی دریایی پادشاهی بریتانیا Fleet Air Arm

 ایالات متحده آمریکا
- نیروهای هوایی ایالات متحده
- سپاه تفنگداران دریایی ایالات متحده آمریکا
- نیروی دریایی ایالات متحده آمریکا

## مشخصات
داده‌ها از United States Navy Aircraft since 1911
ویژگی‌های عمومی
- خدمه: ۲
- طول: ۳۶ فوت ۸ اینچ (۱۱٫۱۸ متر)
- پهنای بال: ۴۹ فوت ۹ اینچ (۱۵٫۱۶ متر)
- ارتفاع: ۱۳ فوت ۲ اینچ (۴٫۰۱ متر)
- مساحت بال‌ها: ۴۲۲ فوت مربع (۳۹٫۲ متر مربع)
- ایرفویل: root: ایرفویل ناکا; tip: ایرفویل ناکا[۵]
- وزن خالی: ۱۰٬۵۴۷ پوند (۴٬۷۸۴ کیلوگرم)
- وزن ناخالص: ۱۶٬۶۱۶ پوند (۷٬۵۳۷ کیلوگرم)
- پیشرانه: ۱ عدد 14-cylinder air-cooled radial piston engine رایت آر-۲۶۰۰ تویین سایکلون, ۱٬۹۰۰ اسب بخار (۱٬۴۰۰ کیلووات)
- ملخ‌ها: چهارملخه constant-speed propeller

عملکرد
- حداکثر سرعت: ۲۹۵ مایل بر ساعت (۴۷۵ کیلومتر بر ساعت، ۲۵۶ گره) at ۱۶٬۷۰۰ فوت (۵٬۱۰۰ متر)
- سرعت کروز: ۱۵۸ مایل بر ساعت (۲۵۴ کیلومتر بر ساعت، ۱۳۷ گره)
- بُرد رزمی: ۱٬۱۶۵ مایل (۱٬۸۷۵ کیلومتر، ۱٬۰۱۲ مایل دریایی) with ۱٬۰۰۰ پوند (۴۵۰ کیلوگرم) bomb-load
- حداکثر ارتفاع: ۲۹٬۱۰۰ فوت (۸٬۹۰۰ متر)
- نرخ صعود: ۱٬۸۰۰ فوت بر دقیقه (۹٫۱ متر بر ثانیه)

تسلیحات

- اسلحه‌ها: ** ۲ × ۲۰ میلیمتر (۰٫۷۸۷ اینچ)  AN/M2 cannon  in the wings
  - ۲ × ۰٫۳۰ اینچ (۷٫۶ میلیمتر) ام۱۹۱۹ برونینگs in the rear cockpit
  - 4 X ۰٫۵۰ اینچ (۱۳ میلیمتر) ام۲ برونینگs, two each in gunpods mounted on underwing hardpoints (optional)
- راکت‌ها: ۸ × ۵ اینچ (۱۳۰ میلیمتر) high velocity aircraft rockets
- بمب‌ها: in internal bay: ۲٬۰۰۰ پوند (۹۱۰ کیلوگرم) of bombs or 1 × Mark 13-2 torpedo[۶]
on underwing hardpoints: ۵۰۰ پوند (۲۳۰ کیلوگرم) of bombs each